# Juozas Imbrasas
Juozas Imbrasas (né le 8 janvier 1941 à Algirdai) est un homme politique lituanien. Il est l'ancien maire de la capitale Vilnius. Il est membre du Ordre et justice.

## Controverses
En 2007, Imbrasas a interdit une manifestation pour les droits des homosexuels, pour une raison de «problèmes de sécurité» dus à des travaux de construction. Aucun autre lieu n'a été proposé pour la manifestation, ce qui a généré des accusations de discrimination.